# Adrienne Corri
Adrienne Corri est une actrice écossaise née le 13 novembre 1931 à Glasgow et morte le 13 mars 2016 à Londres.

## Biographie
Née Adrienne Riccoboni et éduquée en Écosse par des parents italiens, elle fréquente l'Académie royale d'Arts dramatiques à Londres dans son adolescence et se produit sur des scènes de théâtre britanniques et américaines.
Avant ses 20 ans, elle tourne son premier film The Romantic Age en 1949.
Elle est l'une des trois jeunes héroïnes du Fleuve en 1950 de Jean Renoir. Mais elle est surtout connue pour être Mary Alexander, l'épouse violée de l'écrivain Mr Frank Alexander dans le film Orange mécanique de Stanley Kubrick en 1971.
En complément de ses activités au cinéma, Adrienne Corri joue pour la télévision et le théâtre, essentiellement dans des rôles à caractère marqué.
Son principal hobby est la peinture du XVIIIe siècle et elle écrit un livre sur le peintre Thomas Gainsborough.
Elle meurt le 13 mars 2016 d'un infarctus du myocarde,, à Londres, à l'âge de 85 ans, et est inhumée au crématorium de Golders Green, dans le Grand Londres.

### Vie familiale
Mariée et divorcée de Daniel Massey (1961-1967), puis de Derek Fowlds (1974-1978), Adrienne Corri est la mère de deux enfants, Patrick et Sarah, dans les années 1950 avant son premier mariage. Leur père est le producteur Patrick Filmer-Sankey.

## Filmographie
- 1949 : The Romantic Age d'Edmond T. Gréville : Nora
- 1951 : Le Fleuve (The River) de Jean Renoir : Valerie
- 1951 : Quo Vadis de Mervyn Le Roy : Une jeune fille chrétienne
- 1954 : Lease of Life de Charles Frend : Susan Thorne
- 1954 : La Martienne diabolique (Devil Girl from Mars) de David MacDonald ! Doris, la serveuse de l'auberge
- 1956 : les aventures du Colonel March (Colonel March of Scotland Yard) (série TV) : Clara (1 épisode : Terreur à l'aube)
- 1956 : Trois hommes dans un bateau (Three Men on a Boat) de Ken Annakin : Clara Willis
- 1957 : Second Fiddle de Maurice Elvey : Deborah
- 1958 : Corridors of blood
- 1958 : Ivanhoé (série TV) : Edith (1 épisode : 3 Days to Worcester)
- 1959 : L'Homme invisible (série TV) : Yolanda (1 épisode : Crise dans le désert)
- 1961 : Les Chevaliers du démon (Hellfire Club) de Robert S. Baker : Isaobel
- 1961 : Dynamite Jack de Jean Bastia - Pegeen O'Brien
- 1963 : Zéro un Londres (série TV) : Hope Branch (1 épisode : Danger on Cloud Seven)
- 1963 : Lancelot chevalier de la reine (Lancelot and Guinevere) de Cornel Wilde : Lady Vivian
- 1965 : Destination Danger ("Danger Man") (série TV) : Pauline / Elaine Pearson (2 épisodes : Les deux femmes de George Foster / Obsession)
- 1965 : Bunny Lake a disparu (Bunny Lake Is Missing) d'Otto Preminger : Dorothy
- 1965 : Sherlock Holmes contre Jack l'Éventreur (A Study in Terror) : Angela'
- 1965 : Le Docteur Jivago (Doctor Zhivago) de David Lean : Amelia
- 1967 : La Reine des Vikings (The Viking Queen) : Beatrice
- 1967 : Cow-boys dans la brousse de Andrew Marton : Fay Carter
- 1967 : Sept fois femme (Woman Times Seven) : Mme. Lisiere - segment 'At The Opera
- 1968 : Cry Wolf de John Davies : Mme. Quinn
- 1968-1978 : BBC Play of the Month (série télévisée) : Violet / Lady Fidget / Amy de Gosswill (3 épisodes)
- 1969 : Les Champions (série télévisée) : Mrs. Trennick (1 épisode : Sorcellerie)
- 1969 : Le Gang de l’Oiseau d’or (The File of the Golden Goose) de Sam Wanamaker : Angela 'Tina' Richmond
- 1969 : Mon ami le fantôme (Randall and Hopkirk (Deceased)) (série télévisée) : Laura Watson (1 épisode : All Work and No Pay)
- 1969 : Département S (série télévisée) : Monique (1 épisode : Le Masque de la mort)
- 1969 : Alerte Satellite 02 (Moon Zero Two) : Elizabeth Murphy
- 1976 : Play for Today (série télévisée) : Elinor Barkham (1 épisode : A Distant Thunder)
- 1970 : UFO, alerte dans l'espace (série télévisée) : Liz Newton (1 épisode : The Square Triangle)
- 1971 : Orange mécanique (A clockwork orange) de Stanley Kubrick : Madame Mary Alexander
- 1972 : Le Cirque des vampires (Vampire Circus) : Femme gitane
- 1973 : L'Aventurier (série télévisée) (The Adventurer) (série télévisée) : Nita (1 épisode : The Good Book)
- 1974 : Napoleon and Love (feuilleton TV) : La Grassini
- 1974 : Madhouse de Jim Clark : Faye Carstairs Flay
- 1975 : Rosebud d'Otto Preminger : Lady Carter
- 1978 : La Malédiction de la panthère rose (Revenge of the Pink Panther) : Therese Douvier
- 1979 : The Human Factor : Sylvia
- 1980 : Doctor Who (série télévisée) : épisode « The Leisure Hive » : Mena
- 1980 : À la poursuite de l'amour (Love in a Cold Climate) : Veronica Chaddesley-Corbett (3 épisodes)
- 1992 : Les Règles de l'art (Lovejoy) : Lady Rebecca (2 épisodes : Highland Fling: Part 1 & 2)